# Bill Engvall
Bill Engvall, nato William Ray Engvall Jr. (Galveston, 27 luglio 1957), è un attore e comico statunitense.

## Discografia
Ha pubblicato alcuni album dal vivo di genere "comedy" per la Warner Records:

- Here's Your Sign (1995)
- Dorkfish (1998)
- Here's Your Christmas Album (1999)
- Now That's Awesome (2000)
- Cheap Drunk: An Autobiography (2002)
- Here's Your Sign Reloaded (2003)
- A Decade of Laughs (2004)
- 15° Off Cool (2007)
- Aged and Confused (2009)
- Them Idiots Whirled Tour (2012) - con Jeff Foxworthy e Larry the Cable Guy
- Ultimate Laughs (2014)

## Filmografia parziale

### Cinema
- Punto debole (Split Image), regia di Ted Kotcheff (1982)
- Delta Farce, regia di C.B. Harding (2007)
- All's Faire in Love, regia di Scott Marshall (2009)
- Bed and Breakfast (Bed & Breakfast: Love is a Happy Accident), regia di Marcio Garcia (2010)
- Catching Faith, regia di John K.D. Graham (2015)
- The Neighbor, regia di Marcus Dunstan (2016)
- Wish for Christmas, regia di John K.D. Graham (2016)
- Mr. Invincible, regia di Vijay Rajan (2018)
- Monster Party, regia di Chris von Hoffmann (2018)
- Catching Faith 2, regia di John K.D. Graham (2019)
- No Running, regia di Delmar Washington (2021)

### Televisione
- Delta - 17 episodi (1992-1993)
- The Jeff Foxworthy Show - 23 episodi (1996-1997)
- Blue Collar TV - 45 episodi (2004-2006) - anche autore
- The Bill Engvall Show - 31 episodi (2007-2009) - anche autore
- Hawthorne - Angeli in corsia (Hawthorne) - 3 episodi (2011)
- Un'estate da ricordare (Kiss at Pine Lake) - film TV (2012)
- Bounty Hunters - 12 episodi (2013)
- Sharknado 3 (Sharknado 3: Oh Hell No!) - film TV (2015)
- L'uomo di casa (Last Man Standing) - 9 episodi (2016-2021)

## Doppiatori italiani
Nelle versioni in italiano delle opere in cui ha recitato, Bill Engvall è stato doppiato da:
- Roberto Stocchi in Leverage - Consulenze illegali